# AJ Lee

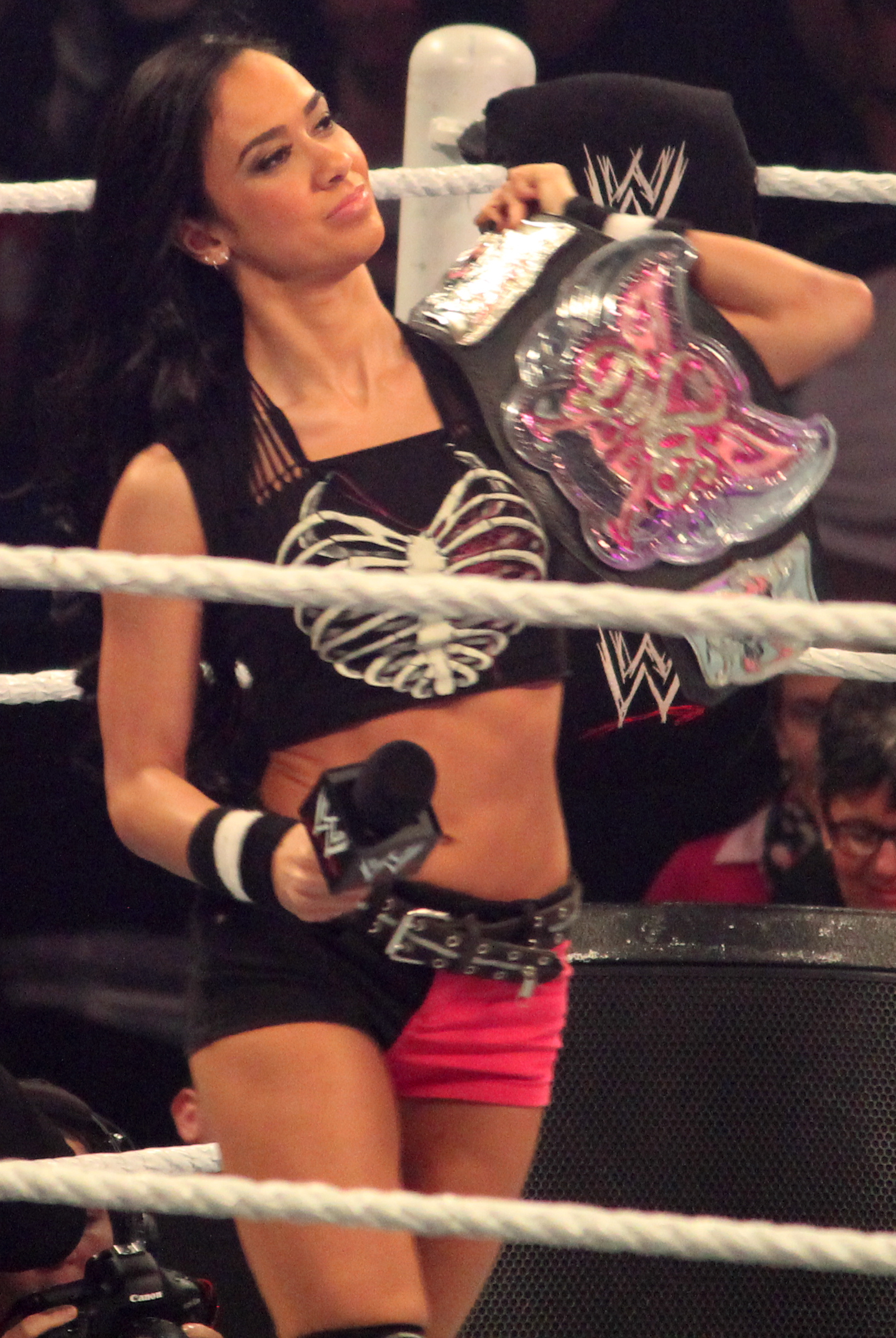
WWE Díva bajnok, 2014

April Jeanette Brooks (ismertebb nevén AJ Lee) (Union City, New Jersey,                            1987. március 19. –) amerikai profi pankrátor és színésznő. Legnagyobb ismertségét a WWE nevű pankrációs szervezetnél szerezte.

## Pályafutása
Brooks profi birkózó pályafutását 2007-ben, New Jersey-ben kezdte, a Women Superstars Uncensored (WSU) nevű szervezetnél. A WWE-vel 2009-ben írta alá a szerződést, majd két évet töltött annak fejlődési szervezetében, a Florida Championship Wrestling (FCW)-nél. 2010-ben részt vett az NXT harmadik évadában, melyen harmadik helyen végzett. 2012-ben Brooks többször került előtérbe a pankrátorokkal való (előre megírt) szerelmi történetei (Daniel Bryan, Kane, Dolph Ziggler, Big E, CM Punk, John Cena) miatt. Az ezt követő években háromszor nyerte meg a WWE Díva bajnoki övet; a 406 napos uralkodásával pedig rekordot állított fel. 2012-ben és 2014-ben az Év Dívája lett; 2015-ben pedig visszavonult.

## Eredményei
Florida Championship Wrestling
- FCW Divas Championship (1x)

Pro Wrestling Illustrated
- Az Év Nője (Woman of the Year) (2012, 2013, 2014)
- PWI rank: AJ Lee a 2. a legjobb 50 női egyéni birkózó között, a PWI Nő Top 50 kategóriájában, 2014-ben.

Women Superstars Uncensored
- WSU Tag Team Championship (1x) – Csapattársa: Brooke Carter
- WSU/NWS King and Queen of the Ring (2009) – Csapattársa: Jay Lethal

World Wrestling Entertainment
- WWE Divas Championship (3x)
  - 2013. június 16.: Legyőzte Kaitlyn-t a Payback-en.
  - 2014. június 30.: Legyőzte Paige-t a RAW-on.
  - 2014. szeptember 21.: Legyőzte Paige-t a Night of Champions-on.

Slammy Award (3x)
- Az Év Dívája (Diva of the Year) (2012, 2014)
- Az Év Csókja (Kiss of the Year) (2012) – John Cena-val

## Bevonuló zenéi
- Tyler Van Den Berg – "Right Now" (2011)
- Jim Johnston, Kari Kimmel – "Let's Light It Up" (2011. október 26. – 2015. március 30.)

## Médiában
Brooks pankrátor karaktere megtalálható a WWE '13, a WWE 2K14 és a WWE 2K15 videojátékokban; valamint a Scooby-Doo! Rejtély a bajnokságon című rajzfilmben. Könyve 2017 áprilisában jelent meg, "Crazy Is My Superpower" címmel. A könyv kiterjed nevelkedésére és profi birkózói karrierjére is.

## Magánélete
Brooks 2014. június 13-án feleségül ment CM Punk-hoz; jelenleg Chicago-ban élnek. AJ korábban edzőjével, Jay Shipman-el járt, ám ez a kapcsolat nem volt hosszú életű. "Fiúsnak" jellemezte magát, hiszen érdeklik a képregények, az animék és a videojátékok is.

## Fordítás
- Ez a szócikk részben vagy egészben  az   AJ_Lee című angol Wikipédia-szócikk fordításán alapul.  Az eredeti cikk szerkesztőit annak laptörténete sorolja fel. Ez a jelzés csupán a megfogalmazás eredetét és a szerzői jogokat jelzi, nem szolgál a cikkben szereplő információk forrásmegjelöléseként.